# Az Újpest FC 2007–2008-as szezonja
Az Újpest FC 2007–2008-as szezonja szócikk az Újpest FC első számú férfi labdarúgócsapatának egy szezonjáról szól, mely sorozatban a 96., összességében pedig a 102. idénye a csapatnak a magyar első osztályban. A klub fennállásának ekkor volt a 122. évfordulója.

## Mérkőzések
| Színmagyarázat | Színmagyarázat |
| -------------- | -------------- |
|                | Győzelem.      |
|                | Döntetlen.     |
|                | Vereség.       |

### Soproni Liga 2007–08

#### Őszi fordulók
| 1. forduló 2007. július 21. 19:00 |

| BFC Siófok                                                 | 2 – 4               | Újpest                                                            |
| ---------------------------------------------------------- | ------------------- | ----------------------------------------------------------------- |
| Tusori 3' Homonyik 21' 43' Gajda 13' Kuttor 77' László 77' | (2 – 0) Jegyzőkönyv | Foxi 51' Nagy 77' Rajczi 79' 90+6' Vaskó 43' Haman 90' Habi 90+4' |

| Révész Géza utcai stadion, Siófok Nézőszám: 10 000 Játékvezető: Szabó Zsolt (magyar) |

| 2. forduló 2007. július 27. 19:00 |

| Újpest            | 1 – 1               | Zalaegerszegi TE                                       |
| ----------------- | ------------------- | ------------------------------------------------------ |
| Foxi 61' Pető 81' | (0 – 1) Jegyzőkönyv | Tóth 45' Vulin 56' Miljatovič 80' Davidov 82' Máté 89' |

| Szusza Ferenc Stadion, Budapest Nézőszám: 4 223 Játékvezető: Solymosi Péter (magyar) |

| 3. forduló 2007. augusztus 6. 18:00 |

| MTK Budapest | 0 – 0               | Újpest                       |
| ------------ | ------------------- | ---------------------------- |
| Lambulić 65' | (0 – 0) Jegyzőkönyv | Pető 27' Rajczi 74' Habi 79' |

| Hidegkuti Nándor Stadion, Budapest Nézőszám: 3 000 Játékvezető: Kassai Viktor (magyar) |

| 4. forduló 2007. augusztus 13. 18:00 |

| Újpest                   | 0 – 2               | Kaposvári Rákóczi                             |
| ------------------------ | ------------------- | --------------------------------------------- |
| Kovács 51' Radulović 62' | (0 – 0) Jegyzőkönyv | Oláh 56' Vasiljević 70' Petrók 31' Maróti 90' |

| Szusza Ferenc Stadion, Budapest Nézőszám: 3 725 Játékvezető: Szilasi Szabolcs (magyar) |

| 5. forduló 2007. augusztus 19. 19:00 |

| Budapest Honvéd                                                      | 1 – 4               | Újpest                                                                                 |
| -------------------------------------------------------------------- | ------------------- | -------------------------------------------------------------------------------------- |
| Bárányos 45' (11-esből) 76' Smiljanić 45′ Mogyorósi 61′ Benjamin 82' | (1 – 1) Jegyzőkönyv | Korcsmár 41' Sándor 54' 53' Foxi 71' 14' Haman 80' (11-esből) 39' Böjte 33' Rajczi 45′ |

| Bozsik József Stadion, Budapest Nézőszám: 4 000 Játékvezető: Fábián Mihály (magyar) |

| 6. forduló 2007. augusztus 27. 18:00 |

| Újpest     | 1 – 1               | Vasas                   |
| ---------- | ------------------- | ----------------------- |
| Kovács 62' | (0 – 0) Jegyzőkönyv | Tandari 66' B. Tóth 58' |

| Szusza Ferenc Stadion, Budapest Nézőszám: 3 596 Játékvezető: Arany Tamás (magyar) |

| 7. forduló 2007. szeptember 1. 16:00 |

| Nyíregyháza Spartacus                 | 1 – 2               | Újpest                                         |
| ------------------------------------- | ------------------- | ---------------------------------------------- |
| Zaleh 51' 51' Minczér 20' Ambrusz 58' | (0 – 1) Jegyzőkönyv | Radulović 35' Roiha 80' 81' Habi 25' Böjte 81' |

| Nyíregyháza Városi Stadion, Nyíregyháza Nézőszám: 3 500 Játékvezető: Mészáros István (magyar) |

| 8. forduló 2007. szeptember 15. 15:00 |

| Újpest                                                  | 3 – 0               | FC Tatabánya        |
| ------------------------------------------------------- | ------------------- | ------------------- |
| Tisza 3' Kovács 40' Dourandi 83' Korcsmár 24' Haman 36' | (2 – 0) Jegyzőkönyv | Filó 16' Németh 65' |

| Szusza Ferenc Stadion, Budapest Nézőszám: 3 154 Játékvezető: Pánczél Krisztián (magyar) |

| 9. forduló 2007. szeptember 22. 16:00 |

| Rákospalotai EAC       | 1 – 1               | Újpest       |
| ---------------------- | ------------------- | ------------ |
| Polonkai 34' Cseri 57' | (1 – 0) Jegyzőkönyv | Do-Kweon 65' |

| Budai II László Stadion, Budapest Nézőszám: 3 000 Játékvezető: Arany Tamás (magyar) |

| 10. forduló 2007. szeptember 29. 15:00 |

| Újpest                            | 4 – 0               | FC Sopron                      |
| --------------------------------- | ------------------- | ------------------------------ |
| Tisza 4' 22' Dourandi 9' Foxi 42' | (4 – 0) Jegyzőkönyv | Aquino 14' Sira 16' Pintér 73' |

| Szusza Ferenc Stadion, Budapest Nézőszám: 2 817 Játékvezető: Kassai Viktor (magyar) |

- A mérkőzést törölték és 3–0-val az Újpestnek került jóváírásra.

| 11. forduló 2007. október 5. 19:00 |

| FC Fehérvár                  | 1 – 2               | Újpest                                 |
| ---------------------------- | ------------------- | -------------------------------------- |
| Dajić 37' 90+2' Csobánki 32' | (1 – 0) Jegyzőkönyv | Kovács 74' Tisza 85' Foxi 4' Haman 46' |

| Sóstói Stadion, Székesfehérvár Nézőszám: 1 921 Játékvezető: Solymosi Péter (magyar) |

| 12. forduló 2007. október 20. 18:00 |

| Újpest                                       | 3 – 1               | Paksi FC          |
| -------------------------------------------- | ------------------- | ----------------- |
| Dourandi 9' Kovács 29' Sándor 55' Vermes 36' | (2 – 0) Jegyzőkönyv | Kiss 80' Éger 56' |

| Szusza Ferenc Stadion, Budapest Nézőszám: 3 307 Játékvezető: Iványi Zoltán (magyar) |

| 13. forduló 2007. november 3. 13:00 |

| Győri ETO                                                      | 4 – 2               | Újpest                                        |
| -------------------------------------------------------------- | ------------------- | --------------------------------------------- |
| Völgyi 8' 36' Bajzát 49' 67' Tokody 90' Nikolov 43′ Kovács 63' | (1 – 1) Jegyzőkönyv | Sándor 37' Kovács 53' Haman 33' Radulović 47' |

| ETO Park, Győr Nézőszám: 4 000 Játékvezető: Arany Tamás (magyar) |

| 14. forduló 2007. november 9. 19:00 |

| Diósgyőr                                    | 1 – 4               | Újpest                                                       |
| ------------------------------------------- | ------------------- | ------------------------------------------------------------ |
| Bessong 22' Elek 38' Kállai 51' Köteles 56' | (1 – 1) Jegyzőkönyv | Kovács 11' Tisza 53' 28' Haman 57' 25' Foxi 73' 38' Habi 50' |

| DVTK-stadion, Miskolc Nézőszám: 4 500 Játékvezető: Solymosi Péter (magyar) |

| 15. forduló 2007. november 23. 19:00 |

| Újpest                                     | 1 – 1               | Debreceni VSC          |
| ------------------------------------------ | ------------------- | ---------------------- |
| Korcsmár 90' Pető 36' Kiss 45' Tisza 90+1' | (0 – 0) Jegyzőkönyv | Leandro 51' Rudolf 70' |

| Szusza Ferenc Stadion, Budapest Nézőszám: 6 245 Játékvezető: Kassai Viktor (magyar) |

#### Tavaszi fordulók
| 16. forduló 2008. február 23. 15:00 |

| Újpest                        | 3 – 0               | BFC Siófok |
| ----------------------------- | ------------------- | ---------- |
| Dourandi 13' 55' Moldovan 84' | (1 – 0) Jegyzőkönyv | Sütő 81′   |

| Szusza Ferenc Stadion, Budapest Nézőszám: 4 594 Játékvezető: Fábián Mihály (magyar) |

| 17. forduló 2008. február 29. 19:00 |

| Zalaegerszegi TE                                         | 4 – 1               | Újpest                          |
| -------------------------------------------------------- | ------------------- | ------------------------------- |
| Zatara 15' 58' Waltner 19' Méyé 44' Vulin 76' Molnár 81' | (3 – 0) Jegyzőkönyv | Tisza 55' Haman 5' Dourandi 81' |

| ZTE Aréna, Zalaegerszeg Nézőszám: 6 850 Játékvezető: Arany Tamás (magyar) |

| 18. forduló 2008. március 8. 15:00 |

| Újpest                                      | 1 – 3               | MTK Budapest                                                 |
| ------------------------------------------- | ------------------- | ------------------------------------------------------------ |
| Ebala 51' Božić 9' Balajcza 66' Regedei 67' | (0 – 1) Jegyzőkönyv | Lambulić 29' Kanta 68' (11-esből) 71' Hrepka 11' Horváth 21' |

| Szusza Ferenc Stadion, Budapest Nézőszám: 4 542 Játékvezető: Szabó Zsolt (magyar) |

| 19. forduló 2008. március 14. 19:00 |

| Kaposvári Rákóczi                       | 0 – 3               | Újpest                                         |
| --------------------------------------- | ------------------- | ---------------------------------------------- |
| Pintér 68' Pest 70' Graszl 71' Grúz 83' | (0 – 0) Jegyzőkönyv | Tisza 47' 90+3' Hajdú 83' Kovács 66' Božić 70' |

| Rákóczi Stadion, Kaposvár Nézőszám: 6 000 Játékvezető: Mészáros István (magyar) |

| 20. forduló 2008. március 21. 19:00 |

| Újpest                                    | 1 – 0               | Budapest Honvéd                                                |
| ----------------------------------------- | ------------------- | -------------------------------------------------------------- |
| Tisza 90+2' (11-esből) Božić 55' Habi 84' | (0 – 0) Jegyzőkönyv | Benjamin 17' Takács 46' Dobos 57' Smiljanić 70' Bárányos 90+2' |

| Szusza Ferenc Stadion, Budapest Nézőszám: 4 388 Játékvezető: Solymosi Péter (magyar) |

| 21. forduló 2008. március 31. 18:00 |

| Vasas                                | 0 – 1               | Újpest        |
| ------------------------------------ | ------------------- | ------------- |
| Piller 22' Nikolić 40' Pavičević 57' | (0 – 0) Jegyzőkönyv | Tisza 66' 81' |

| Illovszky Rudolf Stadion, Budapest Nézőszám: 3 000 Játékvezető: Fábián Mihály (magyar) |

| 22. forduló 2008. április 7. 18:00 |

| Újpest                                         | 1 – 0               | Nyíregyháza Spartacus                |
| ---------------------------------------------- | ------------------- | ------------------------------------ |
| Dourandi 83' Haman 40' Božić 43' Radulović 85' | (0 – 0) Jegyzőkönyv | Luis Ramos 11' Dosso 15' Hegedűs 87' |

| Szusza Ferenc Stadion, Budapest Nézőszám: 3 153 Játékvezető: Iványi Zoltán (magyar) |

| 23. forduló 2008. április 12. 19:00 |

| FC Tatabánya                                     | 2 – 3               | Újpest                                        |
| ------------------------------------------------ | ------------------- | --------------------------------------------- |
| Vámosi 58' 68' Megyesi 84' Farkas 39' Kovács 71' | (0 – 1) Jegyzőkönyv | Tisza 22' 73' Korcsmár 60' Habi 45' Hajdú 68' |

| Illovszky Rudolf Stadion, Budapest Nézőszám: 3 500 Játékvezető: Vad II. István (magyar) |

| 24. forduló 2008. április 19. 20:00 |

| Újpest                                                                       | 4 – 4               | Soproni REAC                                                          |
| ---------------------------------------------------------------------------- | ------------------- | --------------------------------------------------------------------- |
| Somorjai 6' (öngól) Tisza 28' (11-esből) 31' (11-esből) Foxi 90+3' Haman 62' | (3 – 2) Jegyzőkönyv | Nyerges 7' 78' Horváth 21' Varga 54' Szántai 31' Kapcsos 55' Rása 82' |

| Szusza Ferenc Stadion, Budapest Nézőszám: 4 541 Játékvezető: Andó-Szabó Sándor (magyar) |

| 25. forduló 2008. április 26. |

| FC Sopron | 0 – 3               | Újpest |
| --------- | ------------------- | ------ |
|           | (0 – 0) Jegyzőkönyv |        |

| Káposztás utcai Stadion, Sopron |

- A mérkőzést törölték és 3–0-val az Újpestnek került jóváírásra.

| 26. forduló 2008. május 2. 19:00 |

| Újpest                            | 1 – 0               | FC Fehérvár |
| --------------------------------- | ------------------- | ----------- |
| Sándor 83' Dourandi 35' Božić 38' | (0 – 0) Jegyzőkönyv | Farkas 34'  |

| Szusza Ferenc Stadion, Budapest Nézőszám: 5 108 Játékvezető: Solymosi Péter (magyar) |

| 27. forduló 2008. május 12. 18:00 |

| Paksi FC                                      | 2 – 0               | Újpest |
| --------------------------------------------- | ------------------- | ------ |
| Tököli 44' Heffler 60' Kriston 24' Zováth 70' | (1 – 0) Jegyzőkönyv |        |

| Fehérvári úti stadion, Paks Nézőszám: 5 500 Játékvezető: Mészáros István (magyar) |

| 28. forduló 2008. május 16. 19:00 |

| Újpest    | 1 – 3               | Győri ETO                        |
| --------- | ------------------- | -------------------------------- |
| Tisza 25' | (1 – 1) Jegyzőkönyv | Bajzát 36' 67' Juhár 52' (öngól) |

| Szusza Ferenc Stadion, Budapest Nézőszám: 4 119 Játékvezető: Arany Tamás (magyar) |

| 29. forduló 2008. május 25. 18:00 |

| Újpest                       | 2 – 2               | Diósgyőr                 |
| ---------------------------- | ------------------- | ------------------------ |
| Foxi 53' Sándor 55' Habi 84' | (0 – 2) Jegyzőkönyv | Honma 27' Virágh 29' 29' |

| Szusza Ferenc Stadion, Budapest Nézőszám: 3 291 Játékvezető: Vad II. István (magyar) |

| 30. forduló 2008. május 31. 15:00 |

| Debreceni VSC                 | 3 – 1               | Újpest               |
| ----------------------------- | ------------------- | -------------------- |
| Bogdanović 7' 86' Kerekes 39' | (2 – 0) Jegyzőkönyv | Regedei 85' Habi 56′ |

| Oláh Gábor utcai stadion, Debrecen Nézőszám: 8 500 Játékvezető: Arany Tamás (magyar) |

#### A bajnokság végeredménye
|    | Csapat                | Játszott | Gy | D  | V  | LG | KG | GK  | Pont |
| -- | --------------------- | -------- | -- | -- | -- | -- | -- | --- | ---- |
| 1  | MTK Budapest          | 30       | 20 | 6  | 4  | 65 | 22 | +43 | 66   |
| 2  | Debreceni VSC         | 30       | 19 | 7  | 4  | 67 | 27 | +40 | 64   |
| 3  | Győri ETO             | 30       | 17 | 9  | 4  | 66 | 34 | +32 | 60   |
| 4  | Újpest                | 30       | 16 | 7  | 7  | 57 | 40 | +17 | 55   |
| 5  | FC Fehérvár           | 30       | 17 | 3  | 10 | 48 | 32 | +16 | 54   |
| 6  | Kaposvári Rákóczi     | 30       | 15 | 8  | 7  | 50 | 37 | +13 | 53   |
| 7  | Zalaegerszegi TE      | 30       | 13 | 7  | 10 | 55 | 39 | +15 | 46   |
| 8  | Budapest Honvéd       | 30       | 12 | 7  | 11 | 45 | 36 | +11 | 43   |
| 9  | Nyíregyháza Spartacus | 30       | 12 | 6  | 12 | 36 | 36 | 0   | 42   |
| 10 | Vasas                 | 30       | 12 | 5  | 13 | 42 | 45 | –3  | 41   |
| 11 | Paksi FC              | 30       | 10 | 9  | 11 | 53 | 50 | +3  | 39   |
| 12 | Rákospalotai EAC      | 30       | 8  | 9  | 13 | 44 | 58 | –14 | 33   |
| 13 | BFC Siófok            | 30       | 7  | 8  | 15 | 36 | 46 | –10 | 29   |
| 14 | Diósgyőr              | 30       | 5  | 13 | 12 | 45 | 63 | –18 | 28   |
| 15 | FC Tatabánya¹         | 30       | 3  | 4  | 23 | 37 | 92 | –55 | 13   |
| 16 | FC Sopron²            | törölve  |    |    |    |    |    |     |      |

* Gy: Győzelem D: Döntetlen V: Vereség LG: Lőtt gól KG: Kapott gól GK: Gólkülönbség
|  | A Bajnokok Ligája selejtezőjének második körébe jut     |
|  | Az UEFA-kupa selejtezőjének első fordulójába jut        |
|  | UEFA Intertotó Kupa selejtezőjének első fordulójába jut |
|  | Kiesők                                                  |

¹Az FC Tatabánya a 2008/09-es bajnokságra nem kért licencet.

²Jogerős licencmegvonás, és így kizárva a bajnokságból.

#### Az eredmények összesítése
Az alábbi táblázatban összesítve szerepelnek az Újpest FC 2007/08-as bajnokságban elért eredményei.
| Ősz/tavasz (forduló)    | Otthon | Otthon | Otthon | Otthon | Otthon | Otthon | Otthon | Idegenben | Idegenben | Idegenben | Idegenben | Idegenben | Idegenben | Idegenben |
| Ősz/tavasz (forduló)    | M      | GY     | D      | V      | LG–KG  | GK     | P      | M         | GY        | D         | V         | LG–KG     | GK        | P         |
| ----------------------- | ------ | ------ | ------ | ------ | ------ | ------ | ------ | --------- | --------- | --------- | --------- | --------- | --------- | --------- |
| Őszi szezon (1–15.)     | 7      | 3      | 3      | 1      | 12–6   | +6     | 12     | 8         | 5         | 2         | 1         | 19–11     | +8        | 17        |
| Tavaszi szezon (16–30.) | 8      | 4      | 2      | 2      | 14–12  | +2     | 14     | 7         | 4         | 0         | 3         | 12–11     | +1        | 12        |
| Összesen (1–30.)        | 15     | 7      | 5      | 3      | 26–18  | +8     | 26     | 15        | 9         | 2         | 4         | 31–22     | +9        | 29        |

#### Helyezések fordulónként
| Forduló  | 1  | 2 | 3 | 4  | 5  | 6 | 7  | 8  | 9 | 10 | 11 | 12 | 13 | 14 | 15 | 16 | 17 | 18 | 19 | 20 | 21 | 22 | 23 | 24 | 25 | 26 | 27 | 28 | 29 | 30 |
| -------- | -- | - | - | -- | -- | - | -- | -- | - | -- | -- | -- | -- | -- | -- | -- | -- | -- | -- | -- | -- | -- | -- | -- | -- | -- | -- | -- | -- | -- |
| Helyszín | I  | O | I | O  | I  | O | I  | O  | I | O  | I  | O  | I  | I  | O  | O  | I  | O  | I  | O  | I  | O  | I  | O  | I  | O  | I  | O  | O  | I  |
| Eredmény | GY | D | D | V  | GY | D | GY | GY | D | GY | GY | GY | V  | GY | D  | GY | V  | V  | GY | GY | GY | GY | GY | D  | GY | GY | V  | V  | D  | V  |
| Helyezés | 2  | 5 | 7 | 10 | 9  | 9 | 5  | 5  | 5 | 4  | 4  | 4  | 4  | 4  | 4  | 3  | 4  | 6  | 5  | 3  | 2  | 2  | 2  | 3  | 3  | 3  | 3  | 3  | 3  | 4  |

Helyszín: O = Otthon; I = Idegenben. Eredmény: GY = Győzelem; D = Döntetlen; V = Vereség.

### Magyar kupa
| 3. forduló 2007. augusztus 29. 19:00 |

| FC Felcsút                | 3 – 1               | Újpest                                         |
| ------------------------- | ------------------- | ---------------------------------------------- |
| Schrancz Móri Venczel 21' | (1 – 1) Jegyzőkönyv | Tisza 49' Böjte 60' Balajcza 66' Radulović 77' |

| Felcsút Játékvezető: Sápi Csaba (magyar) |

### Ligakupa

#### Őszi csoportkör (A csoport)
| 1. forduló 2007. augusztus 15. 19:00 |

| FC Fehérvár                                              | 3 – 0               | Újpest     |
| -------------------------------------------------------- | ------------------- | ---------- |
| Horváth 7' Vayer 66' Dvéri 87' 77' Csobánki 53' Nagy 56' | (1 – 0) Jegyzőkönyv | Tolnai 89' |

| Sóstói Stadion, Székesfehérvár Játékvezető: Szabó Zsolt (magyar) |

| 2. forduló 2007. augusztus 22. 16:00 |

| Újpest                                                | 4 – 5               | Budapest Honvéd                                                              |
| ----------------------------------------------------- | ------------------- | ---------------------------------------------------------------------------- |
| Tisza 3' Rajczi 12' Széki 61' Roiha 86' Dvorschák 38' | (2 – 1) Jegyzőkönyv | Tóth B. 41' 37' Abass 47' 54' Debreceni 88' 86' Tóth M. 90+2' Magasföldi 58' |

| Szusza Ferenc Stadion, Budapest Játékvezető: Sápi Csaba (magyar) |

| 3. forduló 2007. szeptember 9. 19:00 |

| Újpest                                                               | 4 – 1               | Paksi FC                         |
| -------------------------------------------------------------------- | ------------------- | -------------------------------- |
| Salamon 23' (öngól) Sándor 30' 51' Dourandi 62' Tisza 81' Vermes 69' | (2 – 1) Jegyzőkönyv | Tököli 27' Buzás 43′ Horváth 66' |

| Szusza Ferenc Stadion, Budapest Játékvezető: Sulyok Gergely (magyar) |

| 4. forduló 2007. szeptember 19. 16:00 |

| Paksi FC                                     | 1 – 2               | Újpest                                                      |
| -------------------------------------------- | ------------------- | ----------------------------------------------------------- |
| Tamási 44' Balaskó 32' Vári 51' Molnár 90+1' | (1 – 1) Jegyzőkönyv | Do-Kweon 40' Dourandi 67' Korcsmár 17' Böjte 59′ Foxi 90+1' |

| Fehérvári úti stadion, Paks Játékvezető: Erdős József (magyar) |

| 5. forduló 2007. október 2. 17:00 |

| Újpest                                         | 4 – 3               | FC Fehérvár                                     |
| ---------------------------------------------- | ------------------- | ----------------------------------------------- |
| Foxi 50' 28' Dourandi 64' Tisza 67' Kovács 82' | (0 – 2) Jegyzőkönyv | Dajić 22' 90' Božić 44' Csobánki 49' Disztl 69' |

| Szusza Ferenc Stadion, Budapest Játékvezető: Vad II. István (magyar) |

| 6. forduló 2007. október 10. 18:00 |

| Budapest Honvéd                 | 1 – 1               | Újpest                                             |
| ------------------------------- | ------------------- | -------------------------------------------------- |
| Smiljanić 58' 55' Mogyorósi 75' | (0 – 0) Jegyzőkönyv | Dourandi 89' Tolnai 16' Okechukwu 21' Mészáros 63' |

| Bozsik József Stadion, Budapest Játékvezető: Sápi Csaba (magyar) |

#### Az A csoport végeredménye
| Csapat          | M | Gy | D | V | G+ | G– | Gk | P  |
| --------------- | - | -- | - | - | -- | -- | -- | -- |
| FC Fehérvár     | 6 | 3  | 1 | 2 | 15 | 9  | +6 | 10 |
| Újpest          | 6 | 3  | 1 | 2 | 15 | 14 | +1 | 10 |
| Budapest Honvéd | 6 | 2  | 2 | 2 | 12 | 16 | –4 | 8  |
| Paksi FC        | 6 | 2  | 0 | 4 | 11 | 14 | –3 | 6  |

#### Őszi negyeddöntő
| Első mérkőzés 2007. október 17. 20:30 |

| Debreceni VSC                                                              | 3 – 0               | Újpest               |
| -------------------------------------------------------------------------- | ------------------- | -------------------- |
| Czvitkovics 29' Kerekes 78' Kouemaha 90+2' Rudolf 37' Dombi 75' Sándor 83' | (1 – 0) Jegyzőkönyv | Densill 51' Kiss 81′ |

| Oláh Gábor utcai stadion, Debrecen Játékvezető: Fábián Mihály (magyar) |

| Visszavágó 2007. október 28. 17:30 |

| Újpest                                        | 0 – 0               | Debreceni VSC |
| --------------------------------------------- | ------------------- | ------------- |
| Vermes 6' Haman 18' Densill 39' Okechukwu 48' | (0 – 0) Jegyzőkönyv | Kerekes 50′   |

| Szusza Ferenc Stadion, Budapest |

#### Tavaszi csoportkör (D csoport)
| 1. forduló 2007. december 1. 13:00 |

| Újpest                  | 1 – 3               | MTK Budapest               |
| ----------------------- | ------------------- | -------------------------- |
| Moldovan 88' Vermes 60' | (0 – 1) Jegyzőkönyv | Pollák 29' Kulcsár 55' 78' |

| Szusza Ferenc Stadion, Budapest Játékvezető: Sápi Csaba (magyar) |

| 2. forduló 2007. december 5. 18:00 |

| Újpest                                                     | 3 – 1               | Diósgyőr            |
| ---------------------------------------------------------- | ------------------- | ------------------- |
| Sándor 29' Moldovan 50' Kovács 63' Bidemi 32' Mészáros 67' | (1 – 1) Jegyzőkönyv | Simon 36' Fodor 55' |

| Szusza Ferenc Stadion, Budapest Játékvezető: Arany Tamás (magyar) |

| 3. forduló 2007. december 8. 13:00 |

| Vasas      | 0 – 7               | Újpest                                                                                                |
| ---------- | ------------------- | --- |
| Pandur 26' | (0 – 3) Jegyzőkönyv | Foxi 8' Kovács 18' Moldovan 29' Vermes 62' Korcsmár 69' Nagy 78' Balog 87' (öngól) Böjte 7' Tisza 13' |

| Illovszky Rudolf Stadion, Budapest Játékvezető: Mészáros István (magyar) |

| 4. forduló 2008. február 16. 14:00 |

| Diósgyőr                                                | 1 – 2               | Újpest                          |
| ------------------------------------------------------- | ------------------- | ------------------------------- |
| Martínez 52' Pintér 4' Elek 14' Sebők 27' Mogyorósi 64' | (0 – 1) Jegyzőkönyv | Dourandi 7' Tisza 67' Božić 62' |

| DVTK-stadion, Miskolc Játékvezető: Mészáros István (magyar) |

| 5. forduló 2008. február 20. 18:00 |

| MTK Budapest           | 2 – 0               | Újpest   |
| ---------------------- | ------------------- | -------- |
| Lambulić 52' Szabó 78' | (0 – 0) Jegyzőkönyv | Habi 52' |

| Hidegkuti Nándor Stadion, Budapest Játékvezető: Veizer Roland (magyar) |

| 6. forduló 2008. február 27. 18:00 |

| Újpest                           | 1 – 2               | Vasas                                     |
| -------------------------------- | ------------------- | ----------------------------------------- |
| Györök 20' Regedei 27' Fűzfa 51' | (1 – 0) Jegyzőkönyv | Lázok 51' 56' Unierzyski 19' Issiémou 67' |

| Szusza Ferenc Stadion, Budapest Játékvezető: Takács János (magyar) |

#### A D csoport végeredménye
| Csapat       | M | Gy | D | V | G+ | G– | Gk | P  |
| ------------ | - | -- | - | - | -- | -- | -- | -- |
| MTK Budapest | 6 | 4  | 2 | 0 | 12 | 6  | +6 | 14 |
| Újpest       | 6 | 3  | 0 | 3 | 14 | 9  | +5 | 9  |
| Vasas        | 6 | 2  | 1 | 3 | 9  | 16 | –7 | 7  |
| Diósgyőr     | 6 | 1  | 1 | 4 | 8  | 12 | –4 | 4  |

#### Tavaszi negyeddöntő
| Első mérkőzés 2008. március 5. 18:00 |

| Újpest              | 1 – 5               | Debreceni VSC                                                                            |
| ------------------- | ------------------- | ---------------------------------------------------------------------------------------- |
| Hajdú 50' Böjte 90' | (0 – 1) Jegyzőkönyv | Sztojkov 6' Kouemaha 59' 85' Huszák 65' Leandro 77' Vukmir 53' Szűcs 63' Spitzmüller 90' |

| Szusza Ferenc Stadion, Budapest Játékvezető: Vad II. István (magyar) |

| Visszavágó 2008. március 12. 17:00 |

| Debreceni VSC                       | 5 – 0               | Újpest                                                    |
| ----------------------------------- | ------------------- | --------------------------------------------------------- |
| Bogdanović 8' 44' 51' 77' Rezes 13' | (3 – 0) Jegyzőkönyv | Szalma 8' Fűzfa 17' Dvorschák 56' Szolnoki 63' Tolnai 80' |

| Oláh Gábor utcai stadion, Debrecen Játékvezető: Iványi Zoltán (magyar) |

## Külső hivatkozások
- Az Újpest FC hivatalos honlapja
- A Magyar Labdarúgó Szövetség honlapja, adatbankja
- Újpest szurkolói portál